# Ticehurst
Ticehurst es una localidad situada en el condado de Sussex Oriental, en Inglaterra (Reino Unido), con una población estimada a mediados de 2016 de 1680 habitantes.
Se encuentra ubicada al sur de la región Sudeste de Inglaterra, cerca de la costa del canal de la Mancha y al sur de Londres.